# Wereldbeker veldrijden 2004-2005
Hier volgt een overzicht van de resultaten in de wereldbekerwedstrijden veldrijden van het seizoen 2004-2005. De Belgen beheersten bijna alle wedstrijden met 9 (van de 11) overwinningen en nog eens 16 ereplaatsen. Bij de Belgen was Sven Nys veruit de beste: hij won 7 maal.
De wereldbeker bestond uit de volgende categorieën:
- Mannen elite: 23 jaar en ouder (geen klassement)
- Vrouwen elite: 17 jaar en ouder (geen klassement)
- Mannen beloften: 19 t/m 22 jaar
- Jongens junioren: 17 t/m 18 jaar

## Mannen elite

### Kalender en podia
| Datum      | Locatie          | Eerste              | Tweede              | Derde               |
| ---------- | ---------------- | ------------------- | ------------------- | ------------------- |
| 10/10/2004 | Wortegem-Petegem | Zdeněk Mlynář       | Sven Vanthourenhout | Mario De Clercq     |
| 28/10/2004 | Tábor            | Kamil Ausbuher      | Sven Vanthourenhout | Erwin Vervecken     |
| 14/11/2004 | Pijnacker        | Sven Nys            | Richard Groenendaal | Sven Vanthourenhout |
| 27/11/2004 | Koksijde         | Erwin Vervecken     | Sven Nys            | Ben Berden          |
| 05/12/2004 | Wetzikon         | Sven Nys            | Peter Dlask         | Erwin Vervecken     |
| 08/12/2004 | Milaan           | Sven Nys            | Ben Berden          | Zdeněk Mlynář       |
| 28/12/2004 | Hofstade         | Sven Nys            | Erwin Vervecken     | Enrico Franzoi      |
| 02/01/2005 | Aigle            | Sven Vanthourenhout | Sven Nys            | Erwin Vervecken     |
| 16/01/2005 | Nommay           | Sven Nys            | Tom Vannoppen       | Sven Vanthourenhout |
| 23/01/2005 | Hoogerheide      | Sven Nys            | Davy Commeyne       | Sven Vanthourenhout |
| 13/02/2005 | Lanarvily        | Sven Nys            | Richard Groenendaal | Enrico Franzoi      |

### Eindklassement
Er was geen officieel eindklassement. 
Er konden punten verdiend worden voor de UCI-ranking. 

### Uitslagen
| #  | Naam                 | Tijd  |
| -- | -------------------- | ----- |
| 1  | Zdeněk Mlynář        | 59.22 |
| 2  | Sven Vanthourenhout  | zt    |
| 3  | Mario De Clercq      | zt    |
| 4  | Ben Berden           | zt    |
| 5  | Sven Nys             | zt    |
| 6  | Tom Vannoppen        | zt    |
| 7  | Kamil Ausbuher       | zt    |
| 8  | Camiel van den Bergh | zt    |
| 9  | Richard Groenendaal  | zt    |
| 10 | Bart Wellens         | zt    |

| #  | Naam                | Tijd   |
| -- | ------------------- | ------ |
| 1  | Kamil Ausbuher      | 59.44  |
| 2  | Sven Vanthourenhout | + 0.13 |
| 3  | Erwin Vervecken     | zt     |
| 4  | Tom Vannoppen       | + 0.19 |
| 5  | Sven Nys            | zt     |
| 6  | Ben Berden          | zt     |
| 7  | Zdeněk Mlynář       | zt     |
| 8  | Enrico Franzoi      | zt     |
| 9  | Francis Mourey      | zt     |
| 10 | Maarten Nijland     | + 0.22 |

| #  | Naam                | Tijd    |
| -- | ------------------- | ------- |
| 1  | Sven Nys            | 1:02.19 |
| 2  | Richard Groenendaal | + 0.23  |
| 3  | Sven Vanthourenhout | + 0.49  |
| 4  | Ben Berden          | + 1.14  |
| 5  | Zdeněk Mlynář       | + 1.26  |
| 6  | Jiri Pospisil       | + 1.32  |
| 7  | Davy Commeyne       | + 1.39  |
| 8  | Enrico Franzoi      | + 1.49  |
| 9  | Bart Aernouts       | + 2.17  |
| 10 | Tom Vannoppen       | + 2.43  |

| #  | Naam                | Tijd    |
| -- | ------------------- | ------- |
| 1  | Erwin Vervecken     | 1:00.15 |
| 2  | Sven Nys            | + 0.02  |
| 3  | Ben Berden          | + 0.04  |
| 4  | Tom Vannoppen       | + 0.14  |
| 5  | Sven Vanthourenhout | + 0.31  |
| 6  | Petr Dlask          | + 0.33  |
| 7  | Bart Wellens        | + 1.01  |
| 8  | Enrico Franzoi      | + 1.26  |
| 9  | Richard Groenendaal | + 1.31  |
| 10 | Jiri Pospisil       | + 1.44  |

| #  | Naam                | Tijd    |
| -- | ------------------- | ------- |
| 1  | Sven Nys            | 1:01.55 |
| 2  | Petr Dlask          | + 0.04  |
| 3  | Erwin Vervecken     | zt      |
| 4  | Richard Groenendaal | zt      |
| 5  | Enrico Franzoi      | + 0.23  |
| 6  | Zdeněk Mlynář       | zt      |
| 7  | Davy Commeyne       | zt      |
| 8  | Christian Heule     | zt      |
| 9  | Sven Vanthourenhout | zt      |
| 10 | Bart Wellens        | + 0.38  |

| #  | Naam                | Tijd   |
| -- | ------------------- | ------ |
| 1  | Sven Nys            | 58.04  |
| 2  | Ben Berden          | + 0.26 |
| 3  | Zdeněk Mlynář       | zt     |
| 4  | Erwin Vervecken     | zt     |
| 5  | Petr Dlask          | zt     |
| 6  | Tom Vannoppen       | zt     |
| 7  | John Gadret         | + 0.30 |
| 8  | Sven Vanthourenhout | + 0.32 |
| 9  | Enrico Franzoi      | zt     |
| 10 | Bart Wellens        | + 0.36 |

| #  | Naam                | Tijd    |
| -- | ------------------- | ------- |
| 1  | Sven Nys            | 1:03.23 |
| 2  | Erwin Vervecken     | + 0.17  |
| 3  | Enrico Franzoi      | zt      |
| 4  | Bart Wellens        | + 0.35  |
| 5  | Richard Groenendaal | + 0.47  |
| 6  | Davy Commeyne       | + 1.11  |
| 7  | Ben Berden          | zt      |
| 8  | Tom Vannoppen       | + 1.25  |
| 9  | Christian Heule     | + 1.33  |
| 10 | Wilant van Gils     | zt      |

| #  | Naam                | Tijd   |
| -- | ------------------- | ------ |
| 1  | Sven Vanthourenhout | 56.12  |
| 2  | Sven Nys            | + 0.02 |
| 3  | Erwin Vervecken     | + 0.07 |
| 4  | Ben Berden          | + 0.09 |
| 5  | Enrico Franzoi      | + 0.13 |
| 6  | Christian Heule     | + 0.27 |
| 7  | Tom Vannoppen       | + 0.40 |
| 8  | Jan Verstraeten     | + 0.42 |
| 9  | Bart Wellens        | + 1.02 |
| 10 | Jiri Pospisil       | + 1.08 |

| #  | Naam                | Tijd    |
| -- | ------------------- | ------- |
| 1  | Sven Nys            | 1:03.40 |
| 2  | Tom Vannoppen       | + 0.29  |
| 3  | Sven Vanthourenhout | + 0.36  |
| 4  | Erwin Vervecken     | + 0.43  |
| 5  | Davy Commeyne       | + 0.44  |
| 6  | Christian Heule     | + 0.48  |
| 7  | Enrico Franzoi      | + 0.58  |
| 8  | John Gadret         | + 1.01  |
| 9  | Wilant van Gils     | + 1.12  |
| 10 | Jiri Pospisil       | + 1.22  |

| #  | Naam                | Tijd   |
| -- | ------------------- | ------ |
| 1  | Sven Nys            | 57.48  |
| 2  | Davy Commeyne       | + 0.28 |
| 3  | Sven Vanthourenhout | zt     |
| 4  | Tom Vannoppen       | zt     |
| 5  | Erwin Vervecken     | zt     |
| 6  | Bart Wellens        | zt     |
| 7  | Richard Groenendaal | zt     |
| 8  | Lars Boom           | + 0.33 |
| 9  | Christian Heule     | + 0.56 |
| 10 | David Derepas       | + 0.58 |

| #  | Naam                | Tijd   |
| -- | ------------------- | ------ |
| 1  | Sven Nys            | 57.24  |
| 2  | Richard Groenendaal | + 0.31 |
| 3  | Enrico Franzoi      | + 0.54 |
| 4  | John Gadret         | + 1.17 |
| 5  | Davy Commeyne       | + 1.46 |
| 6  | Erwin Vervecken     | + 2.06 |
| 7  | Sven Vanthourenhout | + 2.10 |
| 8  | Tom Vannoppen       | + 2.17 |
| 9  | Wilant van Gils     | + 2.21 |
| 10 | Jonathan Page       | + 2.26 |

## Vrouwen elite

### Kalender en podia
| Datum      | Locatie   | Eerste               | Tweede               | Derde                |
| ---------- | --------- | -------------------- | -------------------- | -------------------- |
| 14/11/2004 | Pijnacker | Daphny van den Brand | Laurence Leboucher   | Nadia Triquet        |
| 08/12/2004 | Milaan    | Daphny van den Brand | Maryline Salvetat    | Marianne Vos         |
| 28/12/2004 | Hofstade  | Hanka Kupfernagel    | Maryline Salvetat    | Daphny van den Brand |
| 16/01/2005 | Nommay    | Hanka Kupfernagel    | Daphny van den Brand | Maryline Salvetat    |

### Eindklassement
Er was geen officieel eindklassement. 
Kampioenschappen:  Wereldkampioenschappen · 
 Europese kampioenschappen · 
 Belgische kampioenschappen · 
 Nederlandse kampioenschappen
Klassementen:  Wereldbeker · 
 Superprestige · 
 GvA Trofee · 
 Budvar Cup · 
 Challenge national
1993-1994 · 1994-1995 · 1995-1996 · 1996-1997 · 1997-1998 · 1998-1999 · 1999-2000 · 2000-2001 · 2001-2002 · 2002-2003 · 2003-2004 · 2004-2005 · 2005-2006 · 2006-2007 · 2007-2008 · 2008-2009 · 2009-2010 · 2010-2011 · 2011-2012 · 2012-2013 · 2013-2014 · 2014-2015 · 2015-2016 · 2016-2017 · 2017-2018 · 2018-2019 · 2019-2020 · 2020-2021 · 2021-2022 · 2022-2023 · 2023-2024 · 2024-2025